# Бухорст
Бухорст (њем. Buchhorst) општина је у њемачкој савезној држави Шлезвиг-Холштајн. Једно је од 131 општинског средишта округа Херцогтум Лауенбург. Према процјени из 2010. у општини је живјело 155 становника. Посједује регионалну шифру (AGS) 1053019.

## Географски и демографски подаци
Бухорст се налази у савезној држави Шлезвиг-Холштајн у округу Херцогтум Лауенбург. Општина се налази на надморској висини од 8 метара. Површина општине износи 5,2 km². У самом мјесту је, према процјени из 2010. године, живјело 155 становника. Просјечна густина становништва износи 30 становника/km².

## Међународна сарадња
| Мјесто   | Држава     | Врста сарадње | Од    |
| -------- | ---------- | ------------- | ----- |
| Дуделанж | Луксембург | партнерство   | 2000. |
| Салузо   | Италија    | партнерство   | 2000. |
|          | Француска  | партнерство   | 2000. |
| Пуле     | Белгија    | партнерство   | 2000. |
| Извор    |            |               |       |